# Хильберсдорф (Саксония)
Хильберсдорф (нем. Hilbersdorf) — деревня в Германии, в земле Саксония, входит в район Средняя Саксония в составе коммуны Бобрич-Хильберсдорф.
Население составляет 1360 человек(на 15 мая 2022 года). Занимает площадь 5,54 км².
Он принадлежит к округу Центральной Саксонии и является частью административного сообщества ( Verwaltungsgemeinschaft ) Фрайберга .

## История
Первое упоминание о поселение относится к 1166 году.
1 января 2012 года, после проведённых реформ, коммуны Хильберсдорф и Бобрич были объединены, а входившие в их состав населённые пункты, стали частью новой коммуны Бобрич-Хильберсдорф.